# ძ
ძ（グルジア語: ძილი、/dzɪlɪ/）は、現行のグルジア文字の28番目の文字（正書法改正前は31番目）である。

## 使用
ジョージア語では有声歯茎破擦音[dz]を表す。記数法では数値3000を表す。
ジョージア国内のラズ語でも使用されている。トルコ国内で使用されているラズ語ラテン・アルファベットの「Ž」または「Zʼ」に対応する。アブハズ語（1937年から1954年まで）およびオセット語（1938年から1954年まで）のグルジア文字表記法でも使用されていたが、現在はキリル文字が主に使われ、アブハズ語で「Ӡ」と、オセット語で「Дз」と記される。
ジョージア語のラテン文字化では「J」または「Dz」「Ż」と記す。グルジア語の点字では記号⠽（U + 283D）となる。

## 字形
| アソムタヴルリ | ヌスフリ | ムヘドルリ | ムタヴルリ |
| -------------- | -------- | ---------- | ---------- |
|                |          |            |            |

## 符号位置
| 文字 | Unicode | JIS X 0213 | 文字参照          | 備考           |
| ---- | ------- | ---------- | ----------------- | -------------- |
| Ⴛ    | U+10BB  | -          | &#x10BB; &#4283;  | アソムタヴルリ |
| ⴛ    | U+2D1B  | -          | &#x2D1B; &#11547; | ヌスフリ       |
| Ძ    | U+1CAB  | -          | &#x1CAB; &#7339;  | ムタヴルリ     |
| ძ    | U+10EB  | -          | &#x10EB; &#4331;  | ムヘドルリ     |